# Dům U Chebské hudby (Kadaň)
Dům U Chebské hudby (čp. 505) se nachází v ulici Jana Švermy (dříve Klášterní) v Kadani na samém kraji města za kadaňským františkánským klášterem Čtrnácti svatých pomocníků. Zpočátku sloužil jako obytný dům pro vinaře, kteří na kopcích v jeho okolí pěstovali vinnou révu. Později, v posledních desetiletích 19. století a v 1. polovině 20. století, byl v jeho prostorách provozován věhlasný výletní restaurant Zum Egerländer (U Chebana).

## Dějiny domu a jeho majitelé
Zakladatelem domu čp. 505 byl kadaňský měšťan, mydlářský mistr a vinař Johann Pollet (1764–1839), který v roce 1809 zakoupil v krajině za kadaňským františkánským klášterem Čtrnácti svatých pomocníků a pod Svatou horou rozsáhlé pozemky, na kterých vybudoval dvůr obklopený vinohrady. Někdy v posledních desetiletích 19. století byl dům přestavěn na výletní hostinec, který se stal oblíbeným nejen mezi místními obyvateli, ale zvláště též mezi vojáky tehdejší kadaňské posádky. Hostinec dostal pojmenování Zum Egerländer (U Chebana). Tento název mohl odkazovat k mnoha významům, jednak k blízké řece Ohři (Eger) a historickému Chebsku (Egerland), ale též na širší oblast, kde se hovořilo specifickým německým dialektem zvaným Egerländish.
Okolo roku 1900 dům podlehl ničivému požáru. Jeho tehdejší majitelé, manželé Franz a Anna Richterovi, se proto rozhodli pro rozsáhlou rekonstrukci a celkovou obnovu celého objektu. Roku 1904 na jejich objednávku vypracoval kadaňský projektant a stavitel Johann Petzet (autor řady kadaňských vil) projekt elegantního secesního restaurantu, kterým měl svým budoucím hostům zajistit tehdy maximálně možný dostupný komfort. Mezi lety 1904 až 1905 byla na základě tohoto projektu na místě spáleniště původního domu vystavěna nová budova s velkým lokálem, dvěma tanečními sály, vinným sklípkem, několika salonky včetně salonku kuřáckého, zahradní restaurací a moderními pánskými i dámskými toaletami. V roce 1908 je jako majitel restaurace uváděn Wenzl Schmidtmeyer, který v podniku nabízel mimo speciality místní kuchyně také široký výběr vín, pivo z Kadaňského pivovaru i pivo z hraběcího thunského pivovaru v nedalekém Klášterci nad Ohří.
Restaurant Zum Egerländer navštěvoval zřejmě také spisovatel Jaroslav Havlíček (†1943), významný český autor psychologické prózy, který v letech 1915 až 1917 sloužil u 74. pěšího pluku v Kadani. Jeho pobyt v Kadani jej inspiroval k práci na později však již nedokončeném románu Vlčí kůže (1939, poprvé publikováno 1967), který volně navazuje na jeho daleko známější románovou fresku Petrolejové lampy.
V době po roce 1945 dům U Chebské hudby obýval kolář Zákora s rodinou. Po něm se domu i nyní často přezdívá Zákorák.

## Domovní znamení
Na fasádě domu U Chebské hudby je umístěno secesní domovní znamení. Představuje na novorenesančním štítě ovinutém olistěnou ratolestí, snad vítězným věncem, vyobrazené základní hudební nástroje tzv. chebské lidové kapely, totiž lesní roh, klarinet, housle a mandolínu, které jsou doplněny ještě o otevřenou notovou partituru. Toto domovní znamení bylo vytvořeno roku 1905. Je odkazem na tehdy velice oblíbené kapely chebských muzikantů, které od poloviny 19. století kralovaly mnoha tanečním zábavám nejen v severozápadních Čechách, a zároveň je symbolem radosti, hudby a tance. Do nynějších dob také domovní znamení připomíná slávu zdejšího výletního restaurantu proslaveného veselými tanečními zábavami a bujarými pijáckými slavnostmi.

## Zajímavosti
Z historických pramenů je známo, že osoba Johanna Polleta, zakladatele domu U Chebské hudby, byla opředena řadou tajemných pověstí a záhad. Zajímal se prý o okultní vědy a východní náboženství, pročež jej někteří měšťané a zejména lidé z venkova považovali za čaroděje. Traduje se, že věřil například ve stěhování duší. Svému koni prý připisoval ušlechtilé lidské vlastnosti a vůbec s ním jednal jako s člověkem, jelikož věřil, že v něm dlí duše jakéhosi dávného mudrce.
Podle pověstí si Johann Pollet v blízkosti domu ještě za života začal budovat prapodivnou hrobku. Ve své závěti určil, že zde má být po svém skonu pohřben, a to v sedě, přičemž jeho ruka měla být omotána drátem, jež by vedl ke zvonu vně hrobky. Dále měla být po pohřbu tři dny a tři noci u hrobky postavena stráž. Snad se Johann Pollet bál předčasného pohřbu, anebo věřil, že bude třetího dne vzkříšen jako Kristus.
Dne 6. července 1839 však Johann Pollet náhle zemřel, přičemž jeho hrobka zůstala nedokončená. Jeho poslední vůli tak nebylo možné vykonat, a on byl proto pochován na hřbitově u kostela sv. Anny. Do Polletova dvora následně vtrhl dav, který zde hledal poklady a důkazy o spolčování s temnými silami. Nalezli však je ohromné množství knih a bohaté zásoby vína.